# Mycoleptodiscus terrestris
Mycoleptodiscus terrestris är en svampart som först beskrevs av Gerd., och fick sitt nu gällande namn av Ostaz. 1968. Mycoleptodiscus terrestris ingår i släktet Mycoleptodiscus och familjen Magnaporthaceae.   Inga underarter finns listade i Catalogue of Life.